# Ли Е (математик)
Ли Е (李冶, 1192 — 1279) — китайский математик времен империй Цзинь и Юань.

## Биография
Происходил из семьи военных. Отец был в армии чжурчжэньской империи Цзинь. Родился в 1192 году в городе Дасин. При рождении получил имя Ли Чжи. Позже сменил имя, поскольку оно совпадало с именем танского императора Ли Чжи.
В детском возрасте Ли Е переехал в Чжунду, где его отец стал служить секретарем чжурчжэньского чиновника. После того как Чингиз-хан в 1215 году овладел Дасином, семья Ли переехала в Луаньчэн, а Ли Е отправился в Юаньши для получения образования. В 1230 году в Лояне он сдал экзамены на получение государственной должности и был назначен архивариусом в Гаолин, но наступление монгольских войск помешало ему занять должность. Вместо этого он стал начальником области Цзюньчжоу. Однако его служба была недолгой-за нашествия монголов, которые устроили в 1232 году резню чжурчжэней в Цзюньчжоу. Благодаря помощи одного из чиновников, который перешел на сторону монголов, Ли Е удалось убежать.
После этого он почти два десятка лет жил в бедности как отшельник на территории современной провинции Шаньси, занимаясь математикой. В 1251 году Ли Е смог вернуться в Юаньши, где возле горы Фэнлун построил дом, в котором прожил шесть лет.
В 1257 году Хубилай, внук Чингиз-хана, назначил его своим советником по государственным экзаменам. Зная Ли Е как энциклопедиста, Хубилай также попросил его выяснить причину землетрясений. При этом Ли Е продолжал заниматься математикой. Через год после того, как в 1260 году тот стал ханом, Хубилай предложил Ли Е пост в правительстве, но 69-летний ученый вежливо отказался, сославшись на плохое здоровье и старость. В 1264 году Хубилай-хан сделал вторую попытку воспользоваться его услугами, предложив должность в академии Ханьлинь. Не видя возможности отказаться, Ли Е ее принял, но вскоре ушел в отставку, вернувшись в свой дом возле горы Фэнлун. Последние годы своей жизни он посвятил обучению математике многочисленных учеников, приезжавших к нему.

## Математика
Ли Е написал 10 книг. Однако, будучи при смерти, он приказал сыну все их сжечь, кроме «Морское зеркало измерений круга», которая, как он считал, одна могла быть полезна следующим поколениям, но сохранилась также «И гу янь дуань».

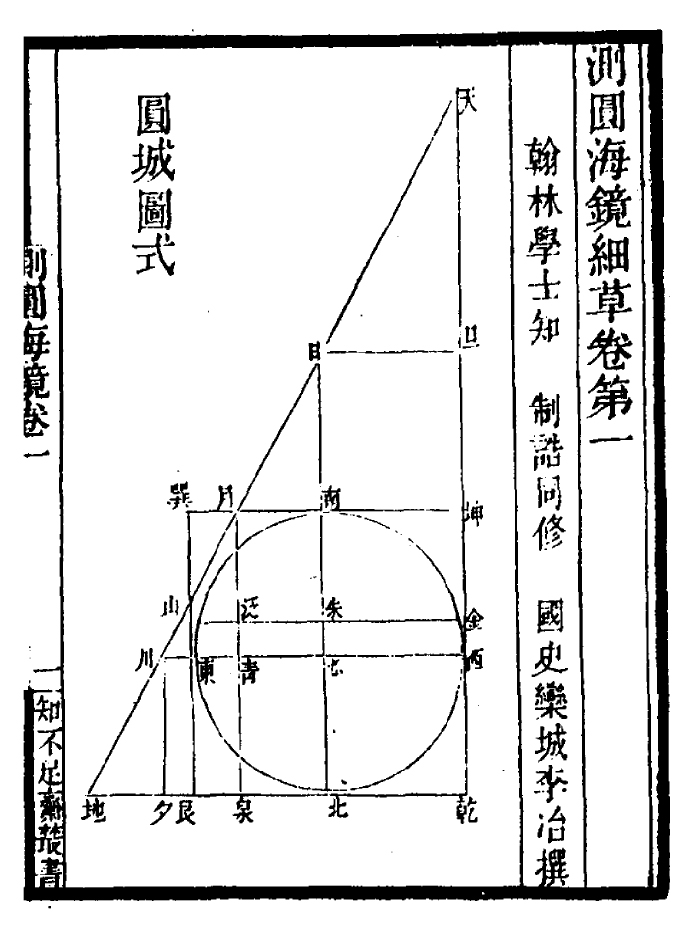
Текст из книги «Морское зеркало измерений круга»

Книга «Морское зеркало измерений круга», которая была написана в 1248 году, посвящена в основном решению уравнений, касающихся окружностей, вписанных в треугольники. Она начинается с предисловия, в котором подаются единственные в книге чертежи круглого города, вписанного в прямоугольный треугольник, в котором разного рода линии (проведенные через центр окружности, касательные и др.) образуют 15 прямоугольных треугольников разных размеров. На этом чертеже основываются 170 задач, помещенных в главах от 2 до 12. Глава 1 является справочной. Эта книга — раньше источник метода "тянь юань" («небесного неизвестного»). В своей работе Ли Е не объяснял, как решать уравнения и что понимается под уравнением, неизвестным, отрицательным числом и проч., а лишь показывал, как строить уравнения, не ограничиваясь второй или третьей ступенями и занимаясь уравнениями довольно высоких степеней. Он использовал метод, аналогичный методу Руффини-Горнера, который был разработан более чем шестью веками позже. Эта книга оказала сильное влияние на японскую математику, в частности на исследования Секи Кōва.
Хотя «И гу янь дуань» («Новые шаги в вычислении») была создана позже, чем «Морское зеркало измерений круга» (завершена в 1259 году), она уступает ей с научной точки зрения. «И гу янь дуань» содержит 64 задания. Из них 21, как указывает Ли Е, заимствованы у других авторов. Центральная тема книги — построение и формулировка квадратных уравнений. Некоторые из них решены методом "тянь юань", а другие — старым геометрическим методом решения уравнений, который использовался китайскими математиками задолго до Ли Е.